# Catalauniscus espanoli
Catalauniscus espanoli är en kräftdjursart som beskrevs av Albert Vandel 1953. Catalauniscus espanoli ingår i släktet Catalauniscus och familjen Trichoniscidae. Inga underarter finns listade i Catalogue of Life.